# حمام بوغراره
حمام بوغراره (به عربی: حمام بوغرارة) یک شهرداری در الجزایر است که در استان تلمسان واقع شده‌است.